# Římskokatolická farnost Chuchelná
Římskokatolická farnost Chuchelná je územní společenství římských katolíků v děkanátu Ostrava ostravsko-opavské diecéze.
Farním kostelem je novodobý kostel Povýšení svatého Kříže v Chuchelné. Příležitostné bohoslužby se konají v (zámecké) kapli svatého Kříže, novogotické stavbě z let 1902–1903 podle projektu J. Lundvalla, opravené roku 2009, a dále v kapličce svaté Anny.

## Historie
Vesnice Chuchelná patřila od středověku k farnosti v Křenovicích (dnes Krzanowice, Polsko). Od roku 1742 se nalézala v Pruském Slezsku. Zámek v Chuchelné byl střediskem rozsáhlého panství knížat Lichnovských z Voštic, kteří v zámku nechali zřídit kapli vysvěcenou v roce 1776 a přestavěnou v roce 1859. Roku 1902 její úlohu převzala nová samostatně stojící kaple svatého Kříže s rodinnou hrobkou (mauzoleem) knížat Lichnovských.
Když bylo roku 1920 Hlučínsko připojeno k Československu, byla obec oddělena od původního sídla farnosti státní hranicí a již v následujícím roce zde byla zřízena samostatná farnost. Ačkoli místní věřící žádali rodáka z Hlučínska, stal se prvním farářem v Chuchelné dne 27. listopadu 1921 Čech Jan Valerián. V letech 1921–1922 byl vystavěn nový kostel, který převzal zasvěcení blízké zámecké kaple – Povýšení svatého Kříže. Po připojení Hlučínska k Německu roku 1938 musel Jan Valerián odejít (později zemřel v Terezíně) a duchovní správu pak zajišťovali Felix Gurzan (1939–1942) a Josef Koneczny (od roku 1942). Obec zažila obtížný přechod fronty v rámci Ostravské operace a 31. března 1945 byl při velkém náletu zcela zničen kostel.
V poválečném období byla farnost v Chuchelné – i z důvodu neexistence kostela – většinou neobsazena. Bohoslužby se konaly v kapli svatého Kříže. Občané i v době komunismu usilovali o postavení nového kostela a roku 1968 byl dokonce položen jeho základní kámen, nakonec však byl nový kostel vystavěn až po pádu komunistického režimu v letech 1993–1996.
K obvodu farnosti patřila vždy jen vesnice Chuchelná. Farnost patřila po celou dobu k děkanátu Hlučín. Do roku 1996 byla součástí (arci)diecéze olomoucké, od uvedeného roku pak nově vytvořené diecéze ostravsko-opavské.
V současnosti (2013) je farnost Chuchelná spravována excurrendo ze Strahovic.

## Bohoslužby
| Kostel                        | Místo     | Bohoslužba (den)           | Hodina           | Poznámka     |
| ----------------------------- | --------- | -------------------------- | ---------------- | ------------ |
| Kostel Povýšení svatého Kříže | Chuchelná | středa pátek sobota neděle | 17.00 18.00 8.30 | farní kostel |
| Kaple svatého Kříže           | Chuchelná | příležitostně              |                  | kaple        |
| Kaple svaté Anny              | Chuchelná | příležitostně              |                  | kaple        |